# Nuestra Señora de la Evangelización
Nuestra Señora de la Evangelización es una advocación mariana peruana. Patrona de la Arquidiócesis de Lima, capital del Perú, su festividad se celebra el 14 de mayo. 
Pese a que la Patrona del Perú es Santa Rosa de Lima, la Virgen de la Evangelización, es popularmente aclamada como "Patrona de facto del Perú" por ser la principal advocación mariana del país.

## Características
La imagen de Nuestra Señora de la Evangelización es una escultura de la Virgen María con el Niño Jesús en los brazos, talla de madera policromada de 1.70 metros de altura, fue hecha por Roque Balduque, maestro flamenco que dirigía un taller en Sevilla hacia el segundo tercio del siglo XVI, a quien se le denominaba "El imaginero de la Madre de Dios". Tradicionalmente se la ha considerado la imagen de la Virgen María más antigua del Perú y de América del Sur.

## Historia
La imagen corresponde a la advocación de la Virgen del Rosario, a pesar de esto, otros se inclinan porque su iconografía responda a la madre de Jesús. Según relata Don Casimiro Novajas en un poema: "En el lado que sigue del crucero se admira en aparato de capilla la que es en Lima el celestial lucero, la que en la devoción constante brilla, Aquella Virgen, que en piadoso esmero es Patrona y la octava maravilla; pues grandeza, primor y culto vario todo cede a la imagen del Rosario".
La talla fue encargada por la hija de Francisco Pizarro, Francisca, hacia 1551 a Roque Balduque, para que presidiera el Retablo Mayor, donde debía ser enterrado el Conquistador. Ante Ella se cree, en medio de una gran fiesta, fue depositada la primera rosa florecida en la ciudad de Lima por el primer obispo de la diócesis, Fray Jerónimo de Loayza. A Nuestra Señora de la Evangelización elevaron sus plegarias Santo Toribio Alfonso de Mogrovejo, San Francisco Solano, San Martín de Porres y Santa Rosa de Lima.
Nuestra Señora de la Evangelización presidió la vida de la Iglesia arquidiocesana de Lima y los Concilios Limenses de modo particular el tercero, que tanta importancia tuvo para profundizar y difundir el Evangelio desde Nicaragua hasta Cabo de Hornos en la primera evangelización de parte importante de América. Ante Ella fue entonado el Te Deum con motivo de la Independencia Nacional el 28 de julio de 1821. 
Durante la Guerra con Chile la imagen fue repintada en color blanco, haciéndola pasar por escultura de mármol, para evitar que los invasores se la llevasen, desde aquellos tiempos se le veneraba en el Altar Mayor. En 1985 la imagen recobra su belleza original, siendo restaurada en un taller de los Barrios Altos en la Ciudad de Lima por dos Artistas restauradores Luis Alberto  y Anselmo Bocardo por encargo del Episcopado y pasada a la hermosa Capilla de la Concepción, donde hasta hoy se venera.
En 1985, durante su primera visita al Perú, su Santidad el Papa Juan Pablo II la coronó solemnemente, consagrándole la Nación; y en 1988, con ocasión del Congreso Eucarístico y Mariano de los países Bolivarianos, el Santo Padre la honró de forma extraordinaria al concederle la Rosa de Oro o Rosa Púrpura, diciendo: "Si hay una ciudad en el mundo en donde la Virgen Merezca recibir una rosa, esa ciudad es Lima".
El 6 de octubre de 1990, el Papa Juan Pablo II la proclama Patrona de la Arquidiócesis de Lima.

## Culto
El cabildo metropolitano honraba diariamente a Nuestra Señora de la Evangelización con una misa celebrada en su capilla, donde los fieles recibían la Eucaristía, rezándose a continuación el Santo Rosario y las letanías marianas del III Concilio Limense, atribuidas a Santo Toribio de Mogrovejo, patrono del Episcopado latinoamericano.
En la actualidad se celebra su fiesta cada 14 de mayo con una gran eucaristía y procesión multitudinaria por las calles de Lima.